# Schwarzenfeld
Schwarzenfeld är en köping (Markt) i Landkreis Schwandorf i Regierungsbezirk Oberpfalz i förbundslandet Bayern i Tyskland.  Schwarzenfeld, som för första gången nämns i ett dokument från den 17 april 1015, har cirka 6 000 invånare.
Köpingen ingår i kommunalförbundet Schwarzenfeld tillsammans med kommunerna Schwarzach bei Nabburg och Stulln.